# Aldo De Fazio
Aldo De Fazio (Salerno, 26 maggio 1927 – Salerno, 19 maggio 2009) è stato un allenatore di calcio e calciatore italiano, che ha giocato nel ruolo di portiere negli anni cinquanta.
Comincio la sua carriera difendendo i pali della Filotranviaria di Salerno in Prima Divisione (quarta serie).
Passò poi insieme al cognato Giuseppe D'Avino alla Nocerina, dove conquistò poi la promozione in Serie B, passò poi all'Arsenaltaranto e Salernitana, prima di approdare alla Lazio in uno scambio sempre col cognato D'Avino.
In totale, De Fazio ha disputato 62 incontri in Serie A, difendendo la porta di Lazio e Lucchese, e 68 in Serie B, nelle file di Arsenaltaranto e Salernitana.
Dopo il ritiro si dedicò alla carica da allenatore, diventando trainer, tra le altre, di Nocerina e Cavese.